# Ignacio Lorca Garnham
Ignacio Lorca Garnham (Valparaíso, 1897 - 1985) fue un abogado y político chileno. Se desempeñó como ministro de Hacienda entre julio y noviembre de 1952, bajo el gobierno del presidente Gabriel González Videla.

## Familia y estudios
Nació en Valparaíso en 1897, hijo de Ricardo Lorca Prieto y Gregoria Garnham. Realizó sus estudios secundarios en los Sagrados Corazones y en el Curso Fiscal de Leyes.
Se casó con Emilia Wormald Infante, hija de Carlos Wormald Ibáñez y Emilia Infante Sanders; con su matrimonio tuvo cuatro hijos; Ignacio, Emilia, Rodrigo y Teresita.

## Trayectoria política
Ejerció su profesión en Valparaíso y en Ñuble, antes de llegar a Santiago como abogado de la Tesorería General de la República. Presidió el Banco O'Higgins. En 1946 fue nombrado tesorero general de la República, posteriormente —en julio de 1952— asumió como ministro de Hacienda designado por el presidente Gabriel González Videla, hasta el final del gobierno en noviembre de ese año; y como consejero de la Caja de Empleados Municipales. Se jubiló en 1957.